# Sidi Boubker El Haj
Sidi Boubker El Haj (franska: Sidi Boubker El Haj (CR), Sidi Boubker El Haj (Commune Rurale), arabiska: سيدي امحمد الشلح) är en kommun i Marocko.   Den ligger i provinsen Kénitra och regionen Rabat-Salé-Kénitra, i den norra delen av landet, 120 km nordost om huvudstaden Rabat. Antalet invånare är 15 990.